# Hailey Nichol
Pour les articles homonymes, voir Nichol.
Hailey Nichol est la fille de Caleb Nichol dans la série télévisée Newport Beach. Elle est donc la sœur de Kirsten Cohen, l'un des personnages principaux de la série.